# Wilhelm von Abbema
Wilhelm von Abbema, né le 15 janvier 1812 à Krefeld et mort le 8 novembre 1889 à Düsseldorf, est un peintre et un graveur à l'eau-forte prussien.

## Biographie

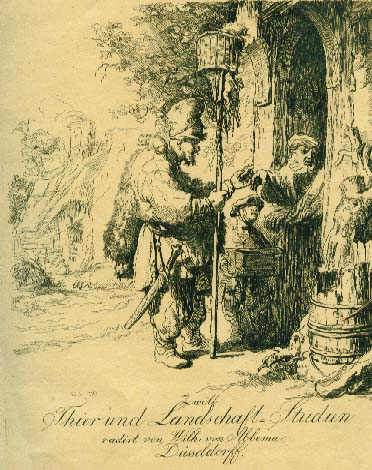
Der Rattenfänger, d'après Rembrandt (n. d.).

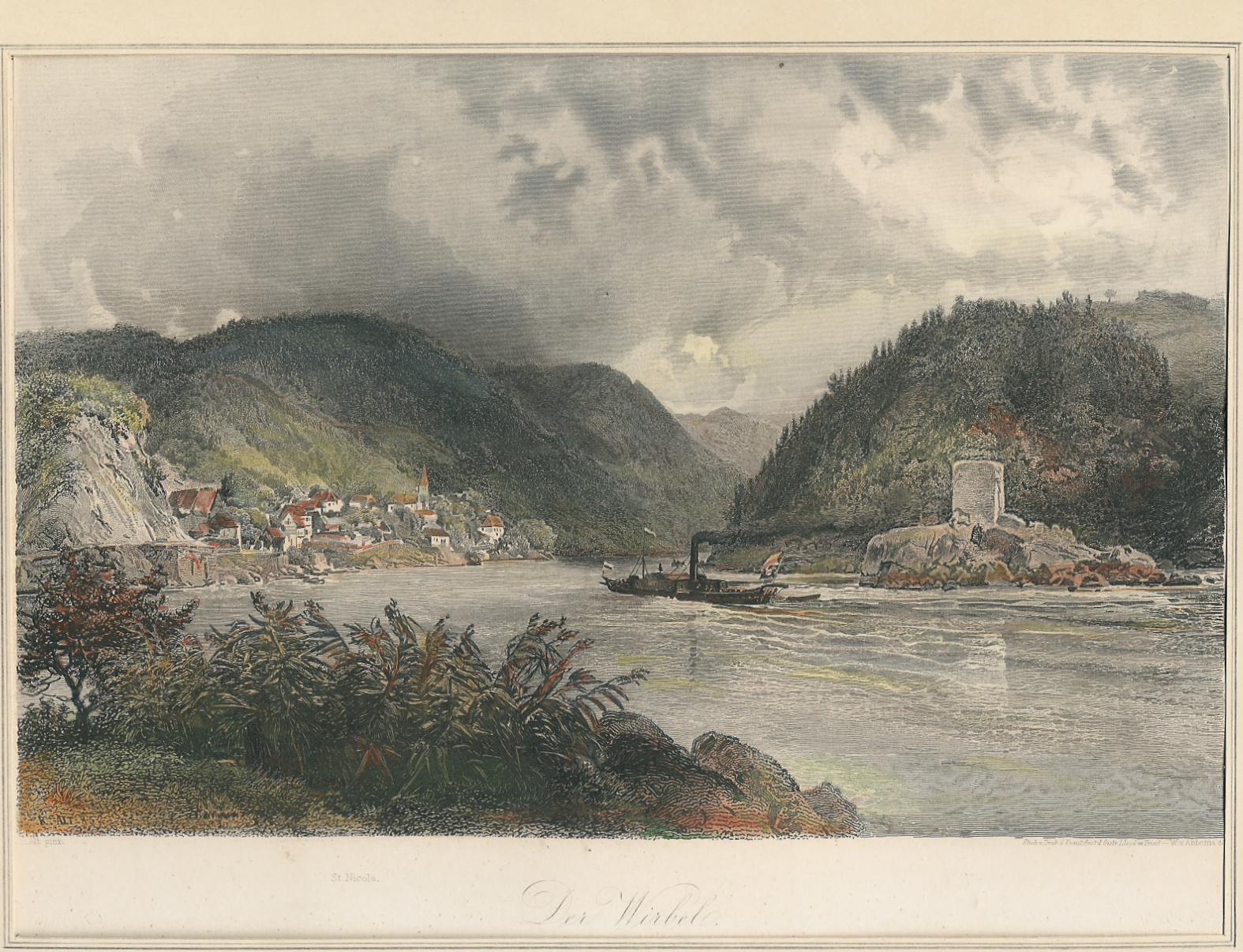
Der Wirbel (1854), gravure rehaussée d'après Rudolf von Alt.

Wilhelm von Abbema est né le 15 janvier 1812 à Krefeld.
À 18 ans, il s'inscrit à l'académie à Düsseldorf en tant qu'élève de Johann Wilhelm Schirmer. Il passe trois ans à étudier le dessin et la peinture, en travaillant spécialement sur les paysages, mais il y renonce rapidement en faveur de la gravure.
Il est mort le 8 novembre 1889 à Düsseldorf.